# 種田久美子
種田 久美子（たねだ くみこ）は、日本のフィギュアスケート選手（女子シングル）。宮城県出身。東北高等学校、東北福祉大学卒業。選手時代は勝山フィギュアクラブに所属。

## 経歴
1995-96シーズン、全日本ジュニア選手権で荒川静香、村主章枝に続いて3位に入る。1996-97シーズン、ネーベルホルン杯で8位、サンジェルヴェ国際で9位となる。トリグラフトロフィーではジュニアクラスで優勝する。
1997-98シーズン、JSウクライナ記念に出場し3位に入る。1998-99シーズン、初出場となった全日本選手権で6位と健闘した。また国民体育大会においては1996年と1997年に少年女子で優勝、1999年に成年女子で優勝を果たす。

## 主な戦績
| 大会/年              | 1995-96 | 1996-97 | 1997-98 | 1998-99 |
| -------------------- | ------- | ------- | ------- | ------- |
| 全日本選手権         |         |         |         | 6       |
| 全日本ジュニア選手権 | 3       |         |         |         |
| ネーベルホルン杯     |         | 8       |         |         |
| サンジェルヴェ国際   |         | 9       |         |         |
| JSウクライナ記念     |         |         | 3       |         |
| トリグラフトロフィー |         | 1 J     |         |         |
| 国民体育大会         | 1       | 1       |         | 1       |

- J - ジュニアクラス